# Cylindrocrates parallelus
Cylindrocrates parallelus är en skalbaggsart som beskrevs av Schein 1958. Cylindrocrates parallelus ingår i släktet Cylindrocrates och familjen Melolonthidae. Inga underarter finns listade i Catalogue of Life.